# NGC 1261
NGC 1261 je kuglasti skup u zviježđu Satu. 

## Vanjske poveznice
- SEDS: NGC 1261